# Développement et recherche de médicaments contre la Covid-19
 (mai 2021).
Le développement et la recherche de médicaments contre la Covid-19 visent à trouver un vaccin ou un médicament contre la maladie à coronavirus 2019 (Covid-19).
L'Organisation mondiale de la santé (OMS), l'Agence européenne des médicaments (AEM), la Food and Drug Administration (FDA) des États-Unis, le gouvernement chinois et les fabricants de médicaments se coordonnent avec les universitaires et des chercheurs de l'industrie pour accélérer le développement de vaccins, de médicaments antiviraux et de thérapies par anticorps monoclonaux,.
Les médicaments contre ce virus se divisent en deux groupes : les médicaments ciblant le virus et les médicaments ciblant l’hôte viral. Certains peuvent cibler les deux en même temps.

## Recherches

### Recherche préclinique
Le terme « recherche préclinique » s'applique aux études en laboratoire in vitro et in vivo, une étape initiale pour le développement d'un vaccin, d'une thérapie par anticorps monoclonaux, et consiste notamment en expériences destinées à déterminer les doses efficaces et la toxicité, avant qu'un composé candidat soit mis en avant pour l'évaluation de l'innocuité et de l'efficacité chez l'humain,. Compléter le stade préclinique du développement d'un médicament puis tester son innocuité et son efficacité chez un nombre adéquat de personnes infectées par la Covid-19 (des centaines à des milliers dans différents pays) est un processus qui nécessitera probablement un à deux ans selon plusieurs rapports publiés au début de 2020,,,. Le taux de réussite des candidats-médicaments à approbation réglementaire est de 19 % et, pour les candidats-vaccins en particulier, de seulement 11,5 %.

### Rationalisation du développement du médicament
Au cours de la période 2018-2020, de nouvelles initiatives visant à stimuler le développement de vaccins et de médicaments antiviraux ont inclus des partenariats entre des organisations gouvernementales et l'industrie, telles que l'« Initiative européenne en matière de médicaments innovants », la Critical Path Initiative des États-Unis pour améliorer l'innovation dans le développement de médicaments et la désignation « thérapie innovante » pour accélérer le développement et l'examen réglementaire des médicaments candidats prometteurs.

## Médicaments approuvés ou jugés prometteurs aux États-Unis ou en Europe
|                                                                                      | Type de médicament                                 | Pouvoirs publics Date d'approbation ou d'achat gouvernemental massif | Efficacité supposée |
| Remdésivir Gilead Sciences                                                           | Interfère avec la reproduction du virus            | FDA : 23 octobre 2020 Non recommandé par OMS | Faible : accélère la sortie de l'hôpital mais n'empêche pas les décès Source potentielle de mutation du virus |
| Bamlanivimab+imdevimab Eli Lilly                                                     | Se fixe sur la spicule du virus                    | FDA : 10 novembre 2020 (Bamlanivimab seul ou en combinaison avec imdevimab) Achat massif par l'Allemagne : 24 janvier 2021 Attention : A la demande de Eli Lilly, ce médicament est remplacé par le suivant de la liste, jugé plus efficace (Bamlanivimab+étesevimab), | Réduit de 75 % le nombre d'hospitalisés Aucune efficacité significative selon autre étude, |
| Bamlanivimab+étesevimab Eli Lilly                                                    | Se fixe sur la spicule du virus                    | EMA : 5 mars 2021 FDA : 16 avril 2021 | Réduit de 87 % les risques d'hospitalisation |
| Cocktail d'anticorps Casirivimab, Imdevimab (REGN-COV2 alias Ronapreve de Regeneron) | Se fixe sur la spicule du virus                    | FDA : 21 novembre 2020 Achat massif par l'Allemagne : 24 janvier 2021 AMM Europe : 26 février 2021 | Essais cliniques non terminés Réduit de 57 % les visites à l'hôpital |
| Tocilizumab et sarilumab (Kevzara de Sanofi)                                         | Inhibiteurs de l'Interleukine 6                    | MHRA (en) : 8 janvier 2021 (AMM provisoire en milieu hospitalier) | Essais cliniques en cours Réduction de la mortalité hospitalière à 22 % ou à 28 % contre 36 % sans les produits et réduction moyenne d'une semaine de la durée d'hospitalisation Selon d'autres essais, Tocilizumab accroit la mortalité p.r. placebo |
| Paxlovid Pfizer                                                                      | Empêche la protéase du coronavirus de se répliquer | EMA : mi-décembre 2021 FDA : 22 décembre 2021 | 88 % contre les formes graves, à condition d'être pris dans les 3 jours après que la maladie se déclare |
| Lagevrio (Molnupiravir) Merck                                                        | Crée une mutagenèse anormale de l'ADN viral        | EMA : 19 novembre 2021 ; HAS France : accès précoce refusé le 10 décembre 2021 FDA : 23 décembre 2021 | Environ 30 % |
| Xevudy (Sotrovimab) GlaxoSmithKline                                                  | Anticorps monoclonal                               | EMA : 19 novembre 2021 ; HAS France : 7 janvier 2022 FDA : 26 mai 2021 | Environ 85 % contre les formes graves ; efficace contre Omicron |

|                                     | Type de médicament                                                          | Pouvoirs publics                                                                                                   | Efficacité supposée |
| Dexaméthasone et autres corticoïdes | anti-inflammatoires                                                         | OMS : 16 juin 2020                                                                                                 | Mortalité réduite de 20 % |
| Baricitinib                         | Inhibiteur de citokines                                                     | Autorisé par la FDA, en conjonction avec remdesivir : 19 novembre 2020                                             | Réduction de 71 % des décès |
| Ivermectine                         | Anti-parasitaire ; anti-inflammatoire ; inhibiteur de l'ADN polymérase UL42 | Introduit en Slovaquie le 30 janvier 2021 ; utilisé en Inde, Égypte, Argentine, Mexique, Pérou, Uruguay, Macédoine | Traitement prophylactique (85 % d'amélioration), curatif précoce (81 %), curatif tardif (43 %) Pas d'efficacité selon une autre étude |

|                                             | Type de médicament                                                     | Niveau de tests                                                | Efficacité supposée                           |
| Favipiravir Avigan FUJIFILM Toyama Chemical | Bloque la copie du virus                                               | Tests phase 3 de mars à septembre 2020                         | Réduit de 20 % la durée de la maladie         |
| VIR-7831 GSK et Vir                         | Anticorps monoclonal                                                   | Tests phase 2/3                                                | Réduit de 85 % les hospitalisations et décès, |
| Enzyme de conversion de l'angiotensine 2    | Leurres destinés à tromper le virus                                    | Aucun test sur humain                                          | NC                                            |
| Interféron                                  | Destinés à pallier une réponse immunitaire insuffisante de l'organisme | Synairgen a réalisé des tests phase 2 d'interféron bêta inhalé | Réduction de 79 % des décès                   |

En août 2020, The American Journal of Medicine publie Pathophysiological Basis and Rationale for Early Outpatient Treatment of SARS-CoV-2 (COVID-19) Infection, une méta-analyse américaine des articles étudiant toutes les molécules efficaces contre la Covid-19.

## Essais cliniques

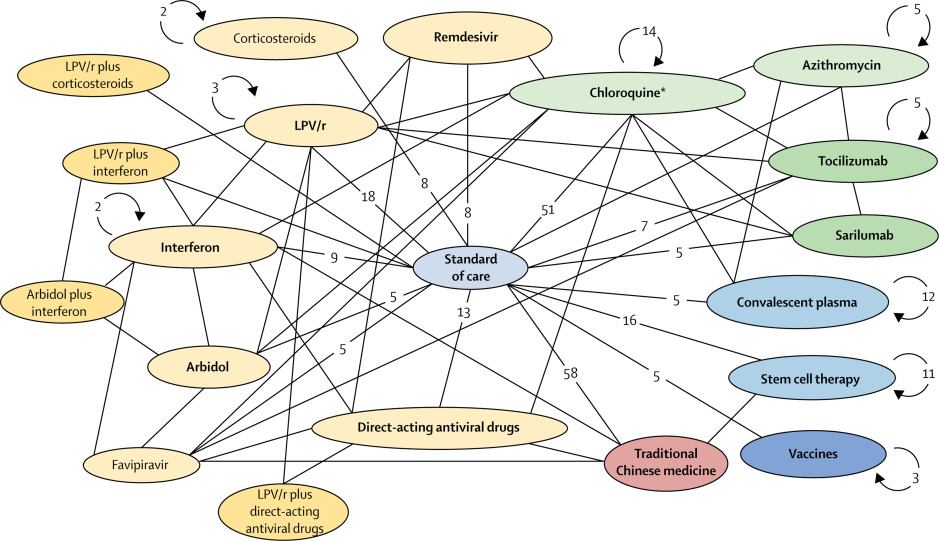
Top 15 des essais cliniques pour la Covid-19 au 21 avril 2020 (parmi plus de 500 essais cliniques)
Les ovales (nœud) sont les interventions ou des groupes/types d'intervention (catégories). Les lignes entre deux ovales indiquent des comparaisons entre essais cliniques. Les chiffres sur les lignes désignent le nombre d'essais cliniques faisant la comparaison spécifique. Les flèches circulaires et les chiffres indiquent le nombre d'essais cliniques non comparatifs dans lesquels cette intervention est incluse.
- Quelques essais de thérapies combinées ne figurent pas sur la figure par manque de place.
- LPV/r = lopinivir–ritonavir
- inclus les essais sur l'hydroxychloroquine et la chloroquine

### Vue générale

#### Antiviraux à large spectre
En France, avant le début de la pandémie, les chercheurs de l’Institut de recherche en infectiologie de Montpellier (Irim) recherchaient « une molécule efficace sur un large panel de virus à ARN », en visant « les protéines cellulaires qu’ils détournent à leur profit pour se répliquer ». Ils ont ainsi identifié une hélicase appelée DHX9, une protéine qui déroule les molécules d’ARN, indispensable à la réplication du VIH, du chikungunya, d’Ébola, de l’influenza ou de la dengue. Ils cherchaient quelle molécule pouvait bloquer DHX9.
Grâce à la plateforme de criblage, environ 20 000 composés de la chimiothèque nationale ont été testés, et « les chercheurs ont identifié une dizaine de molécules candidates qui pourraient être développées pour un traitement anti-Covid-19 ».
En moins de cinq mois, de nombreux essais cliniques, internationaux ou nationaux, ont été lancés (plus de 500 essais au 21 avril 2020), dont certains concernent la réutilisation de médicaments préexistants. Parmi les essais, on trouve notamment l'essai mondial Solidarity, l'essai européen Discovery, l'essai français Covidoc, ou l'essai britannique Recovery.
Plus de 300 essais concernent des médicaments et thérapies par exemple à base de remdésivir, d'inhibiteurs de l'interleukine (IL-6) (tocilizumab et sarilumab), la plasmothérapie (à base de plasma ou de sérum de personnes guéries), la transfusion de cellules souches, des vaccins candidats et d'autres antiviraux connus ou la médecine traditionnelle chinoise.
| Catégorie d'essais                                                                                              | Nom de l'essai                 | Organisme                          | Nature du traitement |
| --- | ------------------------------ | ---------------------------------- | --- |
| Essais plateforme : évaluation de plusieurs stratégies thérapeutiques                                           | DisCoVeRy                      | Inserm                             | différents traitements en hôpital                                                                                               |
| Essais plateforme : évaluation de plusieurs stratégies thérapeutiques                                           | CORIMUNO-19 / CORIPLASM        | AP-HP                              | transfert de plasma de patients convalescent                                                                                    |
| Essais plateforme : évaluation de plusieurs stratégies thérapeutiques                                           | CORIMUNO-19 / CORIMUNO-TOCIDEX | AP-HP                              | association tocilizumab et dexaméthasone                                                                                        |
| Essais plateforme : évaluation de plusieurs stratégies thérapeutiques                                           | COVERAGE                       | CHU de Bordeaux                    | telmisartan et ciclésonide inhalé                                                                                               |
| Essais concernant les formes légères et modérées                                                                | COVIDOSE                       | CHRU Nancy                         | héparine de bas poids moléculaire contre les événements thromboemboliques veineux                                               |
| Essais concernant les formes légères et modérées                                                                | CoViTrial                      | CHU Angers                         | vitamine D chez des patients âgés                                                                                               |
| Essais concernant les formes légères et modérées                                                                | MiR-AGE Essai abandonné        | Abivax                             | anti-inflammatoire ABX464 |
| Essais concernant les formes légères et modérées                                                                | MK-4482-001                    | MSD France                         | Molnupiravir (antiviral) sur patients hospitalisés                                                                              |
| Essais concernant les formes légères et modérées                                                                | MK-4482-002                    | MSD France                         | Molnupiravir (antiviral) sur patients traités en ambulatoire                                                                    |
| Essais concernant les formes légères et modérées                                                                | SPRINTER                       | Synairgen                          | Interféron bêta inhalé sur patients hospitalisés                                                                                |
| Essais concernant les formes légères et modérées                                                                | COV-NI                         | CHU Amiens-Picardie                | essai de phase I/II concernant la nébulisation d’Interféron bêta                                                                |
| Esssais concernant les formes sévères et les stratégies de réanimation                                          | COVIDICUS                      | AP-HP                              | dexaméthasone et stratégies d'oxygénation                                                                                       |
| Esssais concernant les formes sévères et les stratégies de réanimation                                          | FORCE                          | AP-HM Collabaration: Innate Pharma | avdoralimab (un anticorps anti-C5aR)                                                                                            |
| Esssais concernant les formes sévères et les stratégies de réanimation                                          | HIGH-PRONE COVID-19            | CHRU de Tours                      | décubitus ventral en situation d'oxygénothérapie                                                                                |
| Esssais concernant les formes sévères et les stratégies de réanimation                                          | MOT-C-204                      | Inotrem                            | nangibotide (en) (un inhibiteur de TREM-1)                                                                                      |
| Esssais concernant les formes sévères et les stratégies de réanimation                                          | VT4-COVID                      | Hospices Civils de Lyon            | ventilation avec ultra faible volume courant                                                                                    |
| Esssais concernant les formes sévères et les stratégies de réanimation                                          | PANAMO                         | InflaRX                            | IFX-1 (un anticorps monoclonal anti-C5a) sur patients sous ventilation mécanique invasive                                       |
| Essais concernant les traitements par plasma, immunoglobulines ou anticorps                                     | Geronimo 19                    | CH de Versailles                   | immunoglobulines humaines normales (IGIV)                                                                                       |
| Essais concernant les traitements par plasma, immunoglobulines ou anticorps                                     | PLASCOSSA                      | Service de Santé des Armées        | plasma de patients convalescents                                                                                                |
| Essais concernant les traitements par plasma, immunoglobulines ou anticorps                                     | POLYCOR                        | CHU de Nantes                      | anticorps polyclonaux glyco-humanisés produits par la société Xenothera                                                         |
| Recherche interventionnelle à risques et contraintes minimes (RIPH2) et Recherche non interventionnelle (RIPH3) | French-COVID 19                | Inserm                             | Caractéristiques et facteurs prédictifs de gravité d'une cohorte de patients                                                    |
| Recherche interventionnelle à risques et contraintes minimes (RIPH2) et Recherche non interventionnelle (RIPH3) | DEPIST COVID                   | AP-HP                              | test de dépistage rapide SARS-CoV-2                                                                                             |
| Recherche interventionnelle à risques et contraintes minimes (RIPH2) et Recherche non interventionnelle (RIPH3) | EVANESCO                       | Bordeaux PharmacoEpi               | surveillance active de sécurité des vaccins, intégrée à l’étude européenne ACCESS                                               |
| Recherche interventionnelle à risques et contraintes minimes (RIPH2) et Recherche non interventionnelle (RIPH3) | COROPREG                       | AP-HP                              | effets de Covid-19 sur les femmes enceintes et leurs nouveau-nés                                                                |
| Recherche interventionnelle à risques et contraintes minimes (RIPH2) et Recherche non interventionnelle (RIPH3) | MONITOCOV-AGING                | CHU de Lille                       | immunogénicité du vaccin Pfizer/BioNTech chez les patients âgés résidant en EHPAD ou en USLD                                    |
| Recherche interventionnelle à risques et contraintes minimes (RIPH2) et Recherche non interventionnelle (RIPH3) | VOC-SARSCOV-Dep                | Hôpital Foch de Suresnes           | analyse des composés organiques volatils dans l’air expiré et la sueur de patients, dans le but d’établir d'un dépistage rapide |
| Recherche interventionnelle à risques et contraintes minimes (RIPH2) et Recherche non interventionnelle (RIPH3) | PED-COVID                      | AP-HP                              | prévalence et transmission du SARS-CoV-2 à partir de cas index pédiatriques                                                     |
| Recherche interventionnelle à risques et contraintes minimes (RIPH2) et Recherche non interventionnelle (RIPH3) | COV POPART                     | ANRS-MIE                           | protocole de cohorte vaccinale pour le suivi de 10 populations de patients également atteints d’autres pathologies              |
| Recherche interventionnelle à risques et contraintes minimes (RIPH2) et Recherche non interventionnelle (RIPH3) | COPER                          | Inserm                             | caractériser les symptômes pouvant persister après la résolution d’une infection                                                |

### EssaiRecovery
L'essai clinique contrôlé et randomisé Recovery est enregistré le 19 mars 2020 dans l'EU Clinical Trials Register, en tant que EudraCT 2020-001113-21.
- un essai britannique a recruté 5 000 malades sur le territoire britannique dans 165 hôpitaux du système de santé national (dénommé NHS). Plus de personnes seront traitées que lors des essais américains et européens[46]. Au 17 avril, l'essai compte entre 500 et 900 malades dans chaque groupe et 2 000 dans le groupe de contrôle. Il teste diverses molécules, en commençant par les quatre suivantes[47] :

1. bithérapie lopinavir/ritonavir, commercialisée sous le nom de Kaletra,
2. dexaméthasone en faible dose,
3. hydroxychloroquine ajoutée au protocole le 21 mars (620 mg initialement, 620 mg au bout de 6 heures, 310 mg au bout de 12 heures, puis 310 mg toutes les 12 heures pour un traitement de 10 jours),
4. azithromycine ajoutée au protocole le 7 avril (l'hydroxychloroquine et l'azithromycine sont testés séparément, plutôt que combinés comme le recommande Didier Raoult, par crainte d'effets indésirables sur le plan cardiaque[48]).

Le 16 juin 2020, l'Université d'Oxford a annoncé dans le cadre de Recovery la découverte que la dexaméthasone peut éviter 35 % des décès de la Covid-19 parmi les patients mis sous assistance respiratoire et 20 % des patients sous oxygène. Aucun bénéfice pour les patients ne requérant pas d'assistance respiratoire n'a été observé,,. Ce corticoïde, en association avec des anticoagulants, constitue le nouveau standard de soin mondial. Il permet de limiter la mortalité « chez les patients de moins de 70 ans oxygéno-requérants ».
Autres molécules :
- Antagonistes de l'interleukine 6 : ils sont cités comme d'autres produits à tester lors de cet essai, comme le tocilizumab, les anticorps de personnes guéries par l'intermédiaire du plasma de convalescents, le remdesivir…
- Chlorpromazine (CPZ) : en France, en mai 2020, un « essai thérapeutique pilote de phase III multicentrique, randomisé, contrôlé (traitement standard vs. CPZ + traitement standard) et en simple insu » démarre sur 40 malades, pour tester l'éventuelle capacité de la CPZ à enrayer l’évolution défavorable de l’infection « chez des patients oxygénorequérants sans nécessité de soins en réanimation », et aussi tester un éventuel effet de réduction de la contagiosité du SARS-CoV-2[54]. Ce travail, qui est coordonné par le docteur Marion Plaze[55], teste les propriétés antivirales de la chlorpromazine contre le virus de la COVID-19[54]. Et deux équipes scientifiques (en 2014 et 2018) avaient déjà montré (sur cultures cellulaires in vitro) des effets de cette molécule contre la duplication des coronavirus du SRAS (maladie émergente apparue en 2002) puis du MERS (apparu en 2012)[54].
En 2020, dans plusieurs pays, les unités psyCOVID ont constaté que leurs patients semblaient développer des formes moins symptomatiques de la COVID que ce qui était statistiquement attendu.
Cette molécule qui est largement distribuée dans l'organisme (salive, poumons et cerveau) est assez bien tolérée, s'est, en 2020, avérée, lors de travaux conduits par l'institut Pasteur, aussi freiner in vitro la duplication du SARS-CoV-2, tant en cultures de cellules animales qu'humaines ; elle a semblé, dans un service hospitalier de psychiatrie, nettement diminuer la sévérité des symptômes chez certains patients « à risque » (obésité, troubles cardiovasculaires) qui prenaient ce médicament, tant aux stades précoces que tardifs de l'infection[56],[57].

Le 5 juin, les responsables de l'essai Recovery concluent que le traitement par l'hydroxychloroquine n'est pas un traitement efficace pour les patients atteints de Covid-19, et décident de stopper cette branche de l'essai,,.

### EssaiDiscovery
Le 22 mars, sous la responsabilité de l'INSERM débute en Europe un essai thérapeutique nommé Discovery. Cet essai comporte 5 groupes de 800 malades pour tester les traitements suivants :
- soins standards (branche de référence) ;
- soins standards plus remdésivir ;
- soins standards plus lopinavir/ritonavir ;
- soins standards plus lopinavir, ritonavir et interféron bêta ;
- soins standards plus hydroxychloroquine.

Le 24 mai 2020, la branche hydroxychloroquine est arrêtée à la suite de publications observationnelles notamment celle du Lancet,. Lors du point d'étape du 4 juin il est décidé de poursuivre la branche hydroxychloroquine, qui est finalement arrêtée le 17 juin.
Lors du pont d'étape du 4 juillet 2020, par une décision collégiale des responsables de Discovery et de l'essai de l'OMS Solidarity, les branches lopinavir/ritonavir (Kaletra), avec ou sans interféron bêta, sont interrompues sur l'absence d'efficacité sur la mortalité à 28 jours et sur la fréquence élevée d’effets indésirables graves concernant la fonction rénale dans ces deux branches « notamment chez les patients hospitalisés en réanimation ».

### Autres essais, en France
Covidoc : cet essai randomisé (impliquant les CHU de Montpellier, Perpignan, Narbonne, Béziers, Sète, Rodez et Nîmes) teste à partir du 10 avril 2020 l’efficacité de la bithérapie « hydroxychloroquine + azithromycine ». L'essai Hycovid est piloté par le CHU d'Angers et mené dans 33 hôpitaux français pour mesurer l'efficacité de l'hydroxychloroquine sur patients atteints de formes peu sévères de Covid-19,. L’essai est suspendu en mai 2020 après qu'une étude publiée dans The Lancet fait naitre des soupçons de mortalité accrue à la suite de la bithérapie. Cette étude est basée sur des données frauduleuse (voir l'article The_Lancet#LancetGate_(2020) pour plus de détails), mais lorsque ces soupçons sont dissipés, l'épidémie est en train de reculer, les volontaires sont difficiles à recruter, et l'étude ne reprend pas ; les résultats ne sont pas publiés.
Hydrocovid est lancée en novembre 2020, les premiers essais cliniques débutent fin janvier 2021, s'adressant à des volontaires habitant en Isère, en Drôme, en Ardèche, Savoie, Haute-Savoie et Côte-d'Or. Il est initié par le « laboratoire grenoblois des Techniques de l'Ingénierie Médicale et de la Complexité » (TIMC), affilié au CHU Grenoble-Alpes. « Le traitement consiste à boire deux fois par jour et pendant trois semaines un verre d'eau » où est dissous un comprimé de magnésium. L'eau ainsi chargée en hydrogène, puissant antioxydant, permettrait de bloquer l'emballement inflammatoire.

### EssaiSolidarity
Solidarity Trial est un autre essai clinique, international, initié en 2020 par l'Organisation mondiale de la santé et ses partenaires pour comparer les traitements non testés contre la Covid-19. Les médicaments choisis pour les tests sont le remdésivir, la chloroquine et l'hydroxychloroquine (initialement écartés de l'étude, puis inclus après la médiatisation de ce prétendu traitement dans de nombreux pays), le ritonavir/lopinavir, et l'interféron bêta.
Le 15 octobre 2020, un rapport intérim de l'essai clinique conclu que le remdésivir, l'hydroxychloroquine, le lopinavir et l'interféron n'ont pas d'effet significatif notable sur les patients hospitalisés pour la Covid-19, que ce soit au niveau de la mortalité, de l'initiation de la ventilation ou de la durée d'hospitalisation.

### EssaiTogether
En février 2021 les chercheurs à la Faculty of Health Sciences de l’Université McMaster au Canada, entreprennent une vaste étude internationale sur l’ivermectine, la metformine et la fluvoxamine dans la prévention de la progression de la COVID-19. L’essai espère identifier des médicaments, bon marché et déclarés sûrs depuis longtemps, pour ralentir la pandémie en attendant la livraison des vaccins. D'après une étude publiée en octobre 2021, le traitement aux premiers stades avec la fluvoxamine réduirait de 30 % (ITT) les risques de décès,, en réduisant le déclenchement des cytokines inflammatoires.

### Autres essais
Au Royaume-Uni est mené l'essai ELVIS (Edinburgh and Lothians Viral Intervention Study), pour tester les effets d'un gargarisme à l'eau saline, en Écosse et au Royaume-Uni.

## Thérapeutiques ciblant le virus

### Protéines non structurales essentielles

#### Lopinavir-ritonavir
Chez les adultes atteints de Covid-19 sévère hospitalisés à Wuhan, en Chine, le traitement utilisant une combinaison de médicaments antiviraux lopinavir/ritonavir (thérapies contre le VIH / sida) n'a démontré aucun avantage,.

#### Antiviraux en phaseIII
- Favipiravir : chez les personnes atteintes de Covid-19, le favipiravir (commercialisé sous le nom d'Avigan et approuvé pour une utilisation au Japon en 2014 pour plusieurs maladies virales) s'est révélé sûr et avait une efficacité préliminaire dans un essai de stade précoce à Shenzhen, en Chine[6],[79]. L'Avigan, une version du favipiravir, est en cours d'approbation pour le traitement du coronavirus par le Japon, dans certaines conditions et à titre d'essai, ainsi que par la Chine. Sur la base de ces approbations, le gouvernement indonésien a décidé également de faire appel à l'Avigan en mars 2020[80],[81].

- Remdésivir, antiviral du laboratoire Gilead Sciences auparavant testé sans succès contre Ebola[82],[83] donne des résultats contradictoires[84]. Il fait l'objet de plusieurs essais cliniques[85]. Le 29 avril, des résultats positifs non publiés sont annoncés aux États-Unis, où une étude non publiée constate une guérison plus rapide (11 jours au lieu de 15) pour des patients présentant des symptômes graves et traités au remdesivir[86],[84], et la FDA lui accorde une autorisation d’utilisation, permettant aux hôpitaux américains de le prescrire aux malades en réanimation[87]. Pourtant le même jour, The Lancet publie les résultats du premier multicentrique randomisé fait en Chine, en double aveugle et contrôlé par placebo[84] qui fait état d'absence d'avantage statistiquement représentative pour ce traitement[88]. Des résultats préliminaires décevants de cette étude avaient été annoncés le 24 avril[89]. Le 15 octobre 2020, le rapport intérim de l'essai Solidarity Trial conclut que le remdesivir n'a pas d'effet significatif notable sur les patients hospitalisés pour la Covid-19, que ce soit au niveau de la mortalité, de l'initiation de la ventilation ou de la durée d'hospitalisation[90].

- ASC-09 + ritonavir (comprimé oral) : ASC-09 (produit de la société chinoise Ascletis Pharma Inc.), un inhibiteur de protéase du VIH-1 en combinaison avec le ritonavir, a été lancé dans un essai de phase III en Chine en février 2020 pour évaluer l'efficacité contre Covid-19[91].

- L'israélien Redhill Biopharma pense que sa molécule Opaganib, développée originellement contre le virus virus Ebola « pourrait être très efficace comme antiviral et comme anti-inflammatoire, et de ce fait protégerait les poumons ». La société a obtenu en août 2020 le feu vert du Comité fédéral pour la protection contre les risques sanitaires du Mexique pour commencer une étude de phase II / III pour l’évaluation du médicament sur des patients hospitalisés pour une infection sévère au SRAS-CoV-2[92].

### Protéines structurales et protéines accessoires

#### Anticorps monoclonaux
Cette section ne s'appuie pas, ou pas assez, sur des sources secondaires ou tertiaires indépendantes du sujet. Le texte peut contenir des analyses inexactes ou inédites de sources primaires.
Pour l'améliorer, ajoutez-en, ou placez des modèles {{Source secondaire souhaitée}} ou {{Source secondaire nécessaire}} sur les passages mal sourcés. (avril 2021)
Le développement d'anticorps monoclonaux spécifiques est une autre piste, de traitement qui a par ailleurs déjà montré son efficacité dans le cas du MERS-CoV,. Il doit être possible, en effet, de trouver des anticorps, par la technique phage display, ou résultant de la simulation informatique,, neutralisant, ou freinant l'action du virus. Ceci, d'autant que les anticorps produits naturellement n’empêcheraient pas systématiquement les infections récidivantes chez certains patients,. Le principe d'action des anticorps monoclonaux est d'empêcher, tout comme le système immunitaire peut le faire, le virus d'entrer dans les cellules. Ces traitements ciblent la protéine Spike du virus, qui lui sert à se fixer sur le récepteur d'entrée de la cellule. Plusieurs études sont menées, notamment concernant le sarilumab (Sanofi et Regeneron), et le léronlimab.
Les mutations du virus laissent cependant penser qu'il faudra un cocktail assez large d'anticorps ou à défaut de les adapter aux variants du virus,. En juin 2021, une étude conclut que les anticorps monoclonaux peuvent être inefficaces contre des variants du virus. Mais l'étude montre également qu’il suffit de combiner les anticorps monoclonaux entre eux pour « accrocher le virus et l’empêcher de passer entre les mailles ».
Selon l'Agence nationale de sécurité du médicament et des produits de santé (ANSM), les anticorps monoclonaux sont le plus efficace lorsqu'ils sont administrés en début d'infection, au moment où la charge virale est la plus élevée, et avant que l'infection entre dans une phase inflammatoire. En juin 2021, l'ANSM annonce élargir l'emploi des anticorps monoclonaux, notamment pour tous les patients présentant des risques liés à des comorbidités quel que soit leur âge. Les résultats préliminaires des études de phase 3 indiquent que l’utilisation de combinaisons d’anticorps monoclonaux permet une réduction de 70 % à 87 % du risque d’hospitalisation et de décès par rapport aux patients recevant un placebo.
Un frein à l'utilisation des anticorps monoclonaux est leur prix, dû à la complexité de leur production : une dose coûte entre 1 000 et 2 000 euros. De plus, leur administration demande une hospitalisation, où ils seront injectés par voie intraveineuse pendant une heure. Il faut une heure supplémentaire de surveillance, au cas où apparaîtraient des réactions d'hypersensibilité. Au début juin 2021, deux traitements bi-thérapies sont autorisés en France: casirivimab/imdevimab (Roche) et bamlanivimab/etesevimab (Lily) et plus de 1 000 patients ont pu en bénéficier. Cependant l'efficacité semble en moyenne plus menacée par certains variants que les vaccins. Quelques uns de ces traitements sont abandonnés en 2022.
- REGN-COV2 : Casirivimav et imdevimimab (Regeneron, autorisé depuis novembre 2020, US) est une association de deux anticorps monoclonaux qui d'après un rapport de veille de la Has émis en février 2021[112] réduit de 60 % le risque d'hospitalisation des patients à haut risque de progression (personnes âgées de 65 ans ou plus ou qui souffrent de certains problèmes de santé chroniques[113]). Or d'après le rapport de la Has le risque d'hospitalisation chez les plus de 65 ans est 653 fois plus élevé en présence d'au moins une comorbidité[114] et les plus de 65 ans représentaient en avril 2021 70 % des hospitalisations[115]. On peut donc estimer que les plus de 65 ans avec au moins une comorbidité représentent 0,75*0,70, soit environ 50 % des hospitalisations, et que la généralisation du traitement diminuerait les hospitalisations corrélativement de 30 % en France[116].Le nombre d'admissions quotidien à l'hôpital étant début mai 2021 environ de 1700[117], cela nécessiterait de traiter par mois environ 10*0,7*1700*30, soit environ 36 000 personnes avec ce traitement[118]. On pourrait aussi dans un premier temps restreindre prioritairement le traitement parmi ces derniers patients à ceux pour lesquels un faible niveau de certaines interleukines est détecté (voir infra) ou identifiés comme davantage à risque suivant d'autres critères[119],[120],[121]. Début août 2021, le traitement est autorisé comme traitement préventif des patients immunodéprimés âgés de 12 ans et plus « non-répondeurs ou faiblement répondeurs [à la vaccination] et appartenant à l’un des sous-groupes à très haut risque de forme sévère de COVID-19 »[122],[123].
Ce traitement expérimental composé de deux anticorps monoclonaux, développé par la société Regeneron, a été administré le 2 octobre 2020 au Président Trump[124]. En janvier 2021 l'Allemagne a passé un contrat pour la livraison de 200 000 doses de ce traitement[125].

- Regdanvimab, anticorps monoclonal sud-coréen de marque Celltrion ; le 11 novembre 2021, il reçoit une autorisation de mise sur le marché européen (conjointement avec le REGN-COV2)[126]. En mars 2022 en France, le traitement en monothérapie, où "une perte totale d’activité neutralisante est constatée", est abandonné[127].

- VIR-7831 est un anticorps monoclonal qui mi-mars 2021 n'avait pas encore d'autorisation de mise sur le marché mais réduirait les hospitalisations de 85 %[128].

- Lilly covid (bamlanivimab) est le nom d'un anticorps monoclonal, utilisé en combinaison avec étésévimab, qui a reçu une autorisation de mise sur le marché par la Fda en février 2021 et également en France[129]. Il réduirait les risques d'évolution des malades au stade léger à modéré de 70 %[130]. Cependant le traitement serait nettement moins efficace avec le variant delta[111]. En mono ou bi-thérapie le produit est abandonné en 2022.

- Lenzilumab, montre une réduction du risque de 80 % de passage en réanimation parmi les patients hospitalisés[131],[127].

- Ruxolitinib, réduirait la mortalité des patients hospitalisés de 30 %[132],[133],[134].

- AZD7442, désigne un cocktail d'anticorps mis au point par la société AstraZeneca qui pourrait donner une protection immédiate et à plus d'un an. Un essai de phase 3 incluant plus de 6 000 participants était en cours en janvier 2021[135]. Une commande 0,5 million de traitements a été passée par le gouvernement américain[136]. En juin 2021, la société annonce que l'étude montre que l'objectif prioritaire, protéger des non-vaccinés ayant été exposés au virus, n'est pas atteint : la diminution du risque de développer un covid symptomatique n'est que de 33 % par rapport au placebo, un résultat non significatif[137],[138].

- "Humanized COVID‐19 decoy" est un anticorps humanisé qui bloque la replication du virus et empêche de déclenchement des cytokines[139].

- BDB-1 : c'est un anticorps monoclonal anti-C5a, produit par Staidson Pharmaceuticals, (Pékin) ; il fait l'objet d'un essai clinique de phase II en Chine[91]. D'autres anticorps sont en cours de recherche[140] ;

- Tocilizumab, commercialisé sous le nom d'Actemra. C'est un anticorps monoclonal humanisé qui bloque l’action des récepteurs de l’interleukine 6, principalement utilisé pour le traitement de la polyarthrite rhumatoïde, mais qui a aussi une indication dans le « syndrome de relargage des cytokines sévère » depuis 2019 quoique avec une amélioration du service médical rendu (ASMR) V[141]. Cette approche ne semble pas sans risque à long terme dans la mesure où l'interleukine 6 joue un rôle important pour la régulation des lymphocytes CD4 (via l'interleukine 4)[142], alors que par ailleurs une lymphopénie est observée au stade suivant de la maladie. Dés études corrélent cependant négativement, en particulier pour les patients critiques, le niveau d'Il6, avec celui de Lymphocytes Cd4[143]. L'excès d'Il6 pourrait être dû en effet à des co-infections bactériennes[144], mais également, du fait de l'attaque des cellules Ace2, à la capture de l'angiotensine 2 en excès par les récepteurs AGTR1[145],[146],[147]. Il a été inclus dans les directives de traitement par la Commission nationale de la santé de la Chine après une étude positive de l'université de sciences et technologie de Chine[148],[149]. Il a pour objectif de prévenir une complication potentiellement mortelle de la maladie, le choc cytokinique pouvant conduire à un syndrome de défaillance multiviscérale[150] chez les patients présentant des taux sanguins élevés d'indicateurs de réaction inflammatoire[151]. Fin octobre l'AP-HP a publié les résultats d'une étude montrant que l'utilisation du tocilizumab diminue de moitié le nombre de patients admis en réanimation. Néanmoins, une étude publiée en janvier 2021 portant sur 389 patients montre que le tocilizumab a réduit la probabilité de progression vers une ventilation mécanique, mais n'a pas amélioré la survie[152], tandis qu'une autre étude note une réduction de 14 % de la mortalité[153]. Néanmoins le traitement fait l'objet d'études de phase 4[154].

Divers essais prouvent que le tocilizumab ne réduit pas la mortalité après 28 jours et qu'il est inefficace contre les formes graves de la Covid-19.
Le 24 juin 2021, la FDA accorde à l'actemra (tocilizumab) une autorisation en urgence pour certains patients hospitalisés.
En juillet 2021, l'OMS recommande l'utilisation du tocilizumab en association avec la dexaméthasone.
- 4A8 est le nom d'un anticorps monoclonal qui inhiberait de 90 à 98 % la réplication du virus[158],[159].
- Camrélizumab, Nivolumab, Pembrolizumab sont des anticorps monoclonaux, repositionnés de traitements anti-cancéreux[160],[161] pour le blocage de la voie PD-1 / PD-L1[162],[163]. On observe en effet dans la deuxième phase de la maladie une apoptose des lymphocytes T[164]. Cette approche serait confirmée in vitro[165].

Une étude en prépublication le 16 décembre 2021 sur le site de bioRxiv, menée par « des chercheurs de l’Institut Pasteur et du Vaccine Research Institute, en collaboration avec la KU Leuven (Leuven, Belgique), le CHR d’Orléans, l’Hôpital Européen Georges Pompidou (AP-HP), l’Inserm et le CNRS », révèle que le bamlanivimab/etesevimab, combinaison développée par Lilly, le Ronapreve, développé par Roche, regdanvimab (Regkirona, développé par Celtrion) « perdent totalement leur effet antiviral contre Omicron » ; et l'Evusheld d'AstraZeneca « est 80 fois moins efficace contre Omicron que contre Delta ».

#### Anticorps polyclonaux
Le XAV-19, traitement mis au point par la biotech nantaise Xenothera et le CHU de Nantes, est basé « sur une technologie unique et brevetée de production d’anticorps polyclonaux protecteurs similaires à la réponse naturelle humaine ». C'est « un anticorps polyclonal glycohumanisé conçu à partir du sérum de porc (génétiquement modifié) » qui a « l’avantage d’être efficace contre les mutations du virus et donc contre les variants »,.
Destiné aux patients atteints de pneumonie modérée au début de l’hospitalisation, il vise à enrayer l’aggravation de la maladie et éviter la réanimation.

Le mardi 29 décembre 2020, l’ANSM autorise le démarrage de la phase 2b de l’essai clinique français Polycor, labellisé « priorité nationale de recherche », qui teste l'efficacité thérapeutique du médicament,.
En mai 2021, la France précommande « plus de 30 000 doses pour ce traitement en développement ».
En août 2021, le XAV-19 est en essais cliniques de phase III.
Malgré des essais prometteurs, fin janvier 2022, l’Agence du médicament (ANSM) rejette la demande d’autorisation du Xav-19 : « À ce stade, les données fournies par le laboratoire ne permettent pas de démontrer cliniquement l’intérêt thérapeutique des anticorps polyclonaux ».
Le laboratoire déclare poursuivre son "essai européen pour compléter le dossier du XAV-19 dont l’intérêt reste entier".

#### Immunité croisée
Bien qu'il ne s'agisse pas à ce jour d'un traitement proprement dit, cette approche pourrait déboucher sur des applications thérapeutiques, liées à l'immunothérapie comme celle d'un vaccin à base de virus inactivé.
Il a été constaté en effet que les individus déjà infectés par d'autres types de coronavirus avaient des anticorps qui semblaient les protéger contre la Covid-19,,,. L' immunité croisée, comme celle qui pourrait provenir du coronavirus humain NL63 qui utilise aussi l'enzyme de conversion de l'angiotensine 2 (ACE2) comme récepteur, pourrait être en partie freinée. Une étude montre par exemple une réduction de 40 % du risque d'avoir un test positif au SARS-CoV-2, chez les plus de 80 ans ayant déjà eu une bronchite dans les 12 derniers mois. L'excès de mesures sanitaires de précaution en freinant la diffusion des coronavirus bénins pourrait donc contribuer à renforcer à moyen terme la dangerosité du SARS-CoV-2. En effet, une autre étude montre que les lymphocytes T à réactivité croisée contre les coronavirus communs du rhume (CCCov) étaient presque totalement absents pour les malades de la COVID-19 (ce qui pourrait être détecté comme facteur de risque). Par ailleurs, expérimentalement la réactivité croisée contre le SARS-CoV-2 des lymphocytes T CD4+ mémoire reconnaissant les coronavirus du rhume a été démontrée.

#### En 2020
L'immunothérapie via divers composés d'anticorps issus de sérum de malades guéris a fait l'objet de plusieurs tests en Chine, aux États-Unis et en France selon différents protocoles,,,.
À partir de fin mars-début avril 2020 cette sérothérapie est testée aux États-Unis, et assez largement utilisée par les médecins, après accord de la FDA pour cet usage dans le contexte de la Covid-19,,. Un article du journaliste scientifique Cormac Sheridan publié dans Nature début mai synthétise les travaux sur les usages du plasma sanguin dans le contexte de la Covid-19.
En octobre 2020, le Conseil indien pour la recherche médicale (ICMR) — le principal organisme de recherche médicale du pays — dispose d'antisérums issu d'animaux, hautement purifiés, qui pourraient être « une alternative efficace au plasma de convalescence pour la prophylaxie et le traitement des patients Covid-19 ».
En juin 2020, la docteure Karine Lacombe évoque des résultats encourageants hors essai clinique pour des patients immunodéficients.

#### 2021
D'après certaines études, l'immunothérapie n'aurait « aucun bénéfice clinique net pour les patients », lorsque pratiquée « à l'aveugle ».
On envisage en Chine par biomimétisme d'analyser le plasma des patients immunisés, en complément des anticorps déjà détectés pour la mise au point des tests sérologiques, pour la production d'un cocktail thérapeutique d'anticorps à administrer.
Outre un manque d'efficacité vis-à-vis des formes graves, cette approche favoriserait l'émergence (contre-productive) de virus mutants chez les patients immunodéprimés et le lien avec les anticorps, qui sont extérieurs à la cellule, s'il a été observé dans certains cas précis in vitro est statistiquement très peu probable.
Fin 2021, l'anticorps monoclonal (mAb) mis au point pour la COVID-19 (d'abord autorisé en mai 2021 (sous le nom Sotrovimab) aux États-Unis pour les patients non-hospitalisées ayant des symptômes de COVID-19 légers à modérés, puis au Royaume-Uni (en décembre) alors qu'il était encore en évaluation par les régulateurs de l'UE. Mais l'OMS, sur la base des retours d'expérience apportés par les données regroupées de 16 essais contrôlés randomisés (16 236 patients non-grave, grave et critiques) déconseille finalement l'immunothérapie par plasma de convalescence, concluant qu'elle « n'améliore pas la survie ni ne réduit le besoin de ventilation mécanique, alors qu'elle a des coûts importants ». L'OMS recommande néanmoins de poursuivre les essais pour les cas sévères (« Alors que la preuve que le plasma convalescent n'a aucun avantage chez les patients non-sévères était certaine, elle l'était moins dans le cas des patients sévères et gravement malades. Ainsi, les essais cliniques randomisés pour ces sous-groupes devraient se poursuivre »),.
Vir Biotechnology qui a développé ce médicament avec GlaxoSmithKline, in vitro, annonce qu'il neutralise efficacement des pseudovirions (virus synthétiques) porteurs des 37 mutations de la protéine de surface de pointe du variant Omicron, et les pseudovirus porteurs des mutations individuelles de pointe Omicron.
La Covid induit des anomalies des niveaux d'Interleukines,, qui régulent le système immunitaire et en particulier l'activation ou la modération de l'inflammation. Ces déficits pourraient être en partie d'origine génétique.
Dans une étude brésilienne, on a constaté une infection d'une partie des lymphocytes CD4 qui seraient amenés à produire de l'interleukine 10, ce qui conduirait à une diminution de leur nombre.Cette élévation du niveau d'Interleukine-10, qui a une action anti-inflammatoire, a été constatée par ailleurs, et semble lié à une inflammation importante. Pour d'autres au contraire on constate un déficit de production d'Interleukine 10 comme un signe distinctif des cas sévères,.
Un faible niveau d'interleukine-3 est un marqueur prédictif d'une évolution vers un covid sévère ainsi que le rapport IL15/albumine qui un facteur prédictif de la mortalité. Les taux d'IL-18 est aussi un marqueur négatif,comme l'est aussi l'IL-10,et l'IL-17A,.
L'interleukine-7 et l'interféron de type I sont essentiels pour déclencher une réponse immunitaire efficace.On a constaté un déficit en Interleukine-7 dans les cas sévères,. Compte tenu de la similarité des symptômes de la maladie avec la septicémie,, dans les cas critiques, on pourrait tenter de remédier à la lymphopénie par un traitement basé sur l'interleukine 7,,,,.

#### Transfert adoptif de cellules
- Si vous ne connaissez pas le sujet, laissez ce bandeau (vous pouvez alors contacter les auteurs).
- Si vous supprimez le contenu mis en cause (vous pouvez préalablement contacter les auteurs),

argumentez précisément cette suppression dans la page de discussion
(un manque de référence n'est pas un argument ; une recherche réelle de référence doit avoir été effectuée, être formellement documentée).
Il doit être possible comme cela a été tenté pour le virus HIV,,, de produire des lymphocytes B modifiés par CRISPr-Cas9 contre le virus SARS-CoV-2, dans des thérapies de type Transfert adoptif de cellules. Cette approche permet en particulier de s'affranchir du phénomène d'immunosénescence, phénomène justifiant que les vaccins contre la grippe soient moins efficaces chez les plus de 65 ans, que dans le reste de la population, tout en étant plus utiles.
Le recours aux thérapies basées sur l'utilisation de cellules T CAR est une technique en plein développement en oncologie qui pourrait être adaptée comme traitement contre le Covid à un stade avancé.
En effet, un faible niveau de lymphocytes T (lymphopénie), qui pourrait aussi résulter de l'action du virus (expressions de NKG2A, PD1, CD95, ?), est ainsi un facteur prédictif et causal d'une mauvaise réponse à l'infection,. Ainsi une étude de janvier 2022 met en évidence un mécanisme de réactivation de gènes d'origine rétrovirale conduisant des lymphocytes T à exprimer la protéine HERV-W Env, ce qui serait un marqueur de formes graves. On a aussi une diminution du nombre de lymphocytes sous l'action des captases[source détournée]. On constate en particulier dans les cas grave un déficit en Lymphocyte T régulateur. Dans le cas du Covid on a cependant constaté un multitude de points de contrôle solubles, ce qui compliquerait d'autant l'utilisation de ce type de thérapie.
La technique des récepteurs antigéniques chimériques pourrait être adaptée pour produire in vitro des lymphocytes T, ou des cellules dendritiques modifiées via l'électroporation par ARN messager, et reconnaissant l'antigène de la protéine S de Sars-Cov2. Les effets secondaires des thérapies car-T sont la libération massive de cytokines, qui est une caractéristique d'une phase du Covid. Ces thérapies, si elles sont utilisées, devront donc aussi prouver un bénéfice supérieur au risque. Ainsi, on peut in vitro par transfection modifier des leucocytes avec de l'Arn messager : c'est ce principe qui a été adapté in vivo dans la vaccination par arn messager.
Cependant, ces approches sont freinées par leurs coûts élevés, en particulier du fait des brevets déposés par les laboratoires pharmaceutiques.

#### Vaccin contre la Covid-19
Peu après le début de la pandémie, et dès la publication du génome du coronavirus SARS-CoV-2, la recherche de vaccins potentiels a débuté dans plusieurs pays.
Différentes approches sont explorées pour forcer l'organisme à développer une réponse immunitaire permettant d'éliminer le virus SARS-CoV-2 : l'utilisation de formes atténuées ou inactivées du coronavirus, de virus anodins modifiés génétiquement pour exprimer une protéine du coronavirus, de protéines du coronavirus, ou d'acides nucléiques insérés dans des cellules humaines pour y produire des protéines virales,.
En décembre 2020, selon l'OMS, 169 vaccins potentiels contre le coronavirus SARS-CoV-2, responsable de la maladie à coronavirus (Covid-19), sont à l'étude. Environ 26 d'entre eux seraient en cours d'évaluation dans des essais cliniques sur l'humain.
La Russie, la Chine et Cuba sont les premières à injecter massivement un vaccin et à le commercialiser. Le vaccin russe Spoutnik V (Gam-COVID-Vac) est le premier au monde à être homologué. La Chine aurait déjà vacciné 350 000 personnes début octobre 2020.
Le 9 novembre 2020, Pfizer, qui mène la course dans l'industrie occidentale, annonce que le candidat vaccin à ARN messager contre la Covid-19 qu'il prépare en partenariat avec BioNTech est efficace à 90 %. Le 17 novembre 2020, Moderna annonce à son tour que son vaccin est efficace à 94 %. Le 2 décembre, le vaccin Pfizer-BioNTech est approuvé par le MHRA (en) pour le Royaume-Uni, et la vaccination y débute le 7 décembre. Le 11 décembre 2020, ce même vaccin est autorisé aux États-Unis par la Food and Drug Administration.
Cuba produit 3 vaccins. Celui du laboratoire BioCubaFarma est annoncé avoir une efficacité de 92,28 %. Le Kazakhstan produit également son propre vaccin, le QazCovid-in.

## Thérapeutiques ciblant l'hôte

### Récepteurs cellulaires

#### Antagonistes des récepteurs de l'angiotensine II
Les récepteurs ACE2 (voir Enzyme de conversion de l'angiotensine 2) sont à la fois le point d'entrée du virus et dans les cellules pulmonaires un des lieux de la conversion de l'angiotensine II en Angiotensine 1-7. L'entrée du virus diminue le nombre de récepteurs ACE2 à la surface des cellules ou les bloque ce qui empêche la conversion de l'Angiotensine 2, et provoque l'inflammation locale. Cette inflammation est provoquée par la capture de l'angiotensine 2, par les récepteurs AGTR1 des poumons qui provoquent le déclenchement des cytokines. Une étude teste donc un traitement sur l'effet d'un antagoniste des récepteurs AT1,,. Un niveau élevé d'homocystéine pourrait donc être un marqueur défavorable de la réponse à l'infection, dans la mesure où il implique un niveau d'expression élevé des récepteurs AT1,. Il y a, par ailleurs, plutôt moins de récepteurs ACE2 dans les poumons que dans les intestins, et pas en moyenne moins de récepteurs dans les poumons suivant l'âge. Ceci montre que c'est au niveau pulmonaire que la réaction du virus est surtout pathologique. La fibrose pulmonaire dépendrait de l'équilibre en récepteurs AT1 et AT2 : les récepteurs AT1 seraient cinq fois plus présents en cas de fibrose, qu'à la normale, tandis que l'effet anti-fibrotique des récepteurs AT2 pourrait difficilement s'exprimer en cas d'âge avancé. La simulation des récepteurs AT2 diminue l'inflammation,. Les inhibiteurs de l'enzyme de conversion ont plus ou moins d'affinité avec les récepteurs AT1 ou AT2, et un essai clinique testant ces inhibiteurs (comme pour le Losartan) devrait plutôt porter sur ceux qui ont plus d'effet sur les récepteurs AT1 comme le Valsartan (Récepteurs Angiotensine II, affinités AT1/AT2 (en) ou Antagoniste des récepteurs de l'angiotensine II). En effet les récepteurs AT1 ont une action pro fibrotique et AT2 anti fibrotique,. Cependant le Valsartan, par exemple, aurait été retiré du marché. Les enfants auraient par ailleurs beaucoup moins de récepteurs AT1 que les adultes,.

#### Action sur l'enzyme de conversion de l'angiotensine 2
D'après certaines études, l'injection d'ACE2 circulante,, ralentirait la pénétration du virus et protégerait les poumons. Le traitement a été essayé avec succès sur des souris dans le cas d'une fibrose pulmonaire. En effet, l'enzyme ACE2, ralentit l'inflammation. Le virus semble diminuer l'activité des récepteurs ACE2, ce qui accroîtrait l'action de l'ACE2 circulante. APN01 est le nom d'un médicament dont les essais débutent en avril, basé sur l'augmentation de l'ACE2 circulante. Cependant la conversion de l'angiotensine II serait régulée par les prolyl endopeptidases (en) et non par l'ACE2 circulante,. On constate par ailleurs un niveau plus élevé de prolyl endopeptidase dans les poumons après exposition à la fumée de cigarette. Pour d'autres, au contraire, l'ACE2 circulante contribuerait à augmenter le nombre de récepteurs ACE2 dans les cellules, ce qui renforcerait l'action du virus,. Ceci semble confirmé par une corrélation positive entre le niveau d'ACE2 circulante et la gravité constatée de la maladie. Ainsi, un risque accru d'infection par SARS-CoV-2 des patients souffrant d'hypertension ou de diabète en général a été suggéré, et en particulier traités par les inhibiteurs de l'enzyme de conversion, qui présentent un nombre accru de récepteurs de l'enzyme ACE2. Par contre il y a moins de fumeurs atteints par la Covid-19 (8,5 % parmi la proportion des patients hospitalisés, contre 25,4 % dans la population, alors qu'ils sont la source par ailleurs de 75 000 décès annuels), car ils ont probablement moins en moyenne de récepteurs ACE2 pulmonaires et probablement davantage de prolyl endopeptidase disponible. On observe ainsi un taux réduit de prolyl endopeptidase dans les cas grave de Covid-19. La bactérie B38-CAP, mise au point par une équipe japonaise, par son action de conversion de l'angiotensine 2,,, introduite dans la flore du poumon, pourrait contribuer à diminuer les atteintes pulmonaires. Néanmoins les approches basées sur une diminution des récepteurs ACE2 cellulaires paraissent risquées car elles pourraient altérer la fonction pulmonaire. Des approches thérapeutiques basées sur l'antigène CD147, s'il est confirmé qu'il est l'autre point d'entrée du virus, pourraient présenter des effets indésirables moindres.
L'injection d'angiotensine 1-7 aux stades les plus avancés pourrait peut-être envisagé, même si paradoxalement on constate un niveau plus élevé chez les patients les plus touchés, ce qui peut correspondre à une réaction normale pour essayer de contrer l'inflammation.
Des études utilisent ACE2 humaine recombinante (rhACE2), ce qui fait aussi baisser le niveau d'angiotensine 2,,. À l'inverse pour d'autres l'Ace2 circulante serait une des principales causes de l'inflammation par l'action des auto-anticorps, et cette piste thérapeutique serait vaine.

#### L'herbe à pic
En février 2021, le laboratoire guadeloupéen Phytobôkaz annonce que des extraits de "zèb a pik" (Neurolaena lobata), une plante utilisée traditionnellement dans les Caraïbes et en Amérique centrale, auraient la capacité « d'inhiber la voie de biosynthèse de novo des pyrimidines, et notamment la quatrième enzyme de cette voie métabolique qui est la dihydroorotate déshydrogénase (DHODH). Voie indispensable et obligatoire pour la réplication du virus a ARN » . En conséquence le Virapic, complément alimentaire breveté par ce laboratoire à base d'extraits de "zèb a pik" provoque un fort engouement aux Antilles sans que l'on sache si c'est ce produit qui a été essayé pour la Covid-19. Par ailleurs, l'efficacité doit encore être validée par des études cliniques en bonne et due forme.

### Modulation de l'immunité
Les résultats d'une méta-analyse fin 2021 ont montré que la supplémentation en vitamine C, vitamine D et zinc à forte dose peut atténuer les complications causées par le COVID-19, notamment les marqueurs inflammatoires, l'oxygénothérapie, la durée d'hospitalisation et la mortalité. Cependant, les résultats des études étaient mitigés et il est donc nécessaire de mener des essais cliniques randomisés supplémentaires pour identifier les nutriments les plus efficaces et le dosage sûr pour combattre le SRAS-CoV-2.

#### Interféron
À la mi-mars 2020, l'Interféron de type I, une protéine que l’organisme humain fabrique pour se défendre contre les infections respiratoires, est en cours de développement au stade précoce de la recherche en tant qu'agent antiviral post-infectieux,.
Le 20 juillet 2020, la société Synairgen annonce qu'une étude faite en Grande-Bretagne sur 101 personnes montre que l'inhalation d'Interféron bêta-1a réduirait de 79 % les chances de développer une forme grave de la maladie. Le principe actif correspondant, AZD9412, fait l'objet d'une licence pour le développement clinique et la commercialisation d'AstraZeneca (la valorisation augmente de 540 %).
Presque au même moment, des chercheurs français estiment qu'un manque d'interférons (IFN) de type 1 dans le sang est associé à des formes graves de la Covid-19. Certains patients à risque pourraient ainsi être plus facilement repérés et des approches thérapeutiques intégrant les interférons de type 1 sont envisagées. D'autres études avaient précédemment corrélé le niveau d'interféron avec la composition du microbiote intestinal,.
Une étude menée au centre hospitalier d'Amiens par une équipe placée sous la responsabilité d’un infectiologue, Jean-Philippe Lanoix, a subi des retards à cause de « la réticence de certains malades à servir de cobaye ».

#### Vitamine C
D'autres coronavirus sont responsables de rhumes et d'infections respiratoires pour lesquels une supplémentation en vitamine C ne réduit pas le risque de contracter l'infection, mais semble pouvoir en réduire la durée et la gravité, y compris en cas d'évolution vers une pneumonie,. Des études d'éventuels effets de la vitamine C sur la Covid-19 ont donc été encouragées.
Fin 2020, l'utilisation de la vitamine C comme traitement de la COVID-19 n'est pas recommandée en l'absence de preuves suffisantes sur son efficacité.

#### Vitamine D
La vitamine D a été examinée comme l'un des facteurs pouvant affecter la gravité de la COVID-19. Il a été observé que la supplémentation en vitamine D réduit le risque de développer certaines maladies respiratoires et la forme grave de la maladie Covid-19, ; elle semble atténuer la réponse inflammatoire excessive (choc cytokinique) induite par le système immunitaire inné face au SARS-CoV-2,.
Un essai, incluant dix hôpitaux et 260 patients, est mené en France.
Son importance expliquerait la morbidité et la mortalité plus élevées en hiver, dans les pays nordiques et chez les personnes à peau foncée vivant dans les régions tempérées et nordiques. La disponibilité de cette vitamine dans l’organisme diminuant avec l'âge, sa carence pourrait contribuer en partie à la grande vulnérabilité des personnes âgées face à la Covid-19.
Une étude publiée en novembre 2020 s'est efforcée d'analyser le taux de vitamine D chez les patients atteints de Covid-19 et son impact sur la gravité de la maladie. L'étude incluait des patients asymptomatiques COVID-19 (groupe A) et des patients gravement malades nécessitant une admission aux soins intensifs (groupe B). La prévalence de la carence en vitamine D était de 32,96 % et 96,82 % respectivement dans le groupe A et le groupe B. Le taux sérique de marqueurs inflammatoires s'est avéré plus élevé chez les patients atteints de Covid-19 carencés en vitamine D. Le taux de mortalité était élevé en cas de carence en vitamine D (21 % vs 3,1 %). Le niveau de vitamine D est, de façon marquée, bas chez les patients atteints de Covid-19 sévère. Tout cela se traduit par une mortalité accrue chez les patients atteints de Covid-19 carencés en vitamine D. Conformément à l'approche flexible de la pandémie de la Covid-19, les auteurs de cette étude recommandent l'administration massive de suppléments de vitamine D à la population à risque de Covid-19.
Fin 2020, l'Organisation mondiale de la santé ne recommandait toutefois pas cette vitamine comme traitement de la maladie.
À l'inverse, une étude de janvier 2021 parue dans le British Medical Journal observe par le biais de la randomisation mendelienne (en) que la vitamine D n'est d'aucune utilité soit en prévention contre une infection au SARS-CoV-2, soit pour diminuer la gravité des symptômes de la Covid-19.
Au même moment en France, 73 experts francophones et six sociétés savantes françaises préconisent, dans une tribune publiée dans La Revue du Praticien du 8 janvier 2021, de supplémenter la population française en vitamine D.
En octobre 2021, l'existence d'un lien causal entre carence en vitamine D et risque de Covid-19 n'était toujours pas établi.
Entre avril et octobre 2021, une étude indique que le Nasafytol®, un complément alimentaire à base vitamine D, de curcuma, de quercétine semble "accélérer considérablement le rétablissement et la sortie de l'hôpital".
En février 2022, une étude israélienne  parait dans la revue Plos one. Elle a été menée par le Dr Amiel Dror au Galilee Medical Center, qui déclare au Times of Israel avoir « trouvé remarquable et particulièrement frappant de voir la différence de risque de développer une forme sévère en cas de carence en vitamine D » et observé « la capacité de la vitamine D à renforcer le système immunitaire contre les agents viraux qui ciblent le système respiratoire », cela valant « pour Omicron comme pour les variants apparus antérieurement ».

### Azithromycine
L'azithromycine, connue pour son action atténuatrice du choc cytokinique est envisagée, en association ou pas avec d'autres éléments comme le zinc pour lutter contre la production excessive de cytokines, une autre complication mortelle liée à la réponse exacerbée du système immunitaire inné lors de la maladie à coronavirus 2019.
Le 12 mai, deux études américaines successives dont une publiée dans le New England Journal of Medicine et l'autre dans le Journal of the American Medical Association (JAMA) établissent que le traitement à l'hydroxychloroquine, à l'azithromycine, ou aux deux combinés, « n'était pas significativement associé à des différences de mortalité » par rapport aux malades qui n'avaient pas reçu ces médicaments. À nouveau, en décembre 2020, une étude relate une absence de bénéfice et une autre la présence d'effets secondaires lors de la prise d'azythromycine dans le cadre de la Covid-19,.

### Zinc
En 2021, constatant que « de faibles taux de zinc semblent favoriser la réplication virale », l'étude d'une équipe de l'Institut Hospital del Mar d'Investigacions Mèdiques (IMIM) et de l'Universitat Pompeu Fabra (UPF) de Barcelone conclut que « compte-tenu des comorbidités associées à la carence en zinc et des actions immunomodulatrices et antivirales du zinc, la supplémentation en zinc pourrait être utile pour lutter contre la cise COVID-19 ».

### Recherches portant sur le contrôle des protéases coronavirales
Dans les années 2010, dans le cadre de la recherche de contre-mesures thérapeutiques et prophylactiques contre les virus du SARS puis du MERS, il a été proposé de cibler deux protéases coronavirales essentielles pour la réplication coronavirale : la « protéase de type papaïne » (PLpro) et la « protéase de type 3C » (3CLpro). Quand le virus se fait répliquer dans une cellule, ces deux petites molécules protéases (PLpro et 3CLpro) traitent la polyprotéine virale de manière coordonnée, mais on a découvert que la « protéase de type papaïne » (PLpro) a une autre fonction : supprimer l'ubiquitine et l'ISG15 des protéines de la cellule hôte pour aider le coronavirus à échapper à l'immunité innée de l'hôte.
Un antiviral (encore à découvrir) ciblant PLpro pourrait donc à la fois inhiber la réplication virale, et la dérégulation des cascades de signalisation au sein des cellules infectées (phénomène entraînant la mort cellulaire de cellules voisines pas encore infectées),

#### Contrôle de l'autophagie
L'autophagie est l'une des réponses cellulaires normales aux anomalies qui apparaissent dans une cellule.
Des autophagosomes sont chargés de transporter des organites cellulaires et notamment des protéines devenus inutiles ou dégradées ou mal conformées vers les lysosomes pour la dégradation et le recyclage ou élimination des acides aminés ou autres molécules qu'ils contiennent.
La dégradation par autophagie est aussi l'une des formes de défense innée contre les virus qui sont alors emprisonnés et digérés dans la cellule même.
Mais au cours de l'évolution, certains virus ont intégré un gène (ex. : nsp6 chez certains coronavirus) leur permettant de reprogrammer à leur profit la machinerie (intracellulaire) de l'autophagie : ils utilisent les autophagosomes pour acheminer et produire les protéines de réplicase. C'est le cas pour certains coronavirus tels que le virus de la bronchite infectieuse aviaire (IBV) qui est un coronavirus aviaire ; le virus de l'hépatite de la souris qui infecte des mammifères ou le virus du syndrome respiratoire aigu sévère ou SARS-CoV-1 qui infecte l'humain.
Empêcher le virus d'utiliser de détourner à son profit la machinerie de l'autophagie est une piste médicamenteuse qui avait été envisagée à la suite de la pandémie de SRAS, à nouveau soulevée en 2020 dans le cadre de la pandémie de COVID-19,.

### Autres molécules
- brilacidine : un antibiotique d'Innovation Pharmaceuticals Inc., fait l'objet d'un essai clinique de phase II[91] ;

- anakinra : une première étude avait montré une efficacité sur les formes sévères de la maladie[348]. Toutefois les essais cliniques sont suspendus après qu’une surmortalité inexpliquée a été identifiée sur un groupe d'une trentaine de patients traités au CHU de Tours[349]. Cette molécule reste pleinement indiquée pour les traitements auxquels elle est destinée (comme la polyarthrite rhumatoïde) ; toutefois, un arbitrage médical sera nécessaire si le ou la patient(e) contracte la Covid-19[350].

- molnupiravir : Le 3 décembre 2020, les chercheurs d'une Université de Géorgie (États-Unis) annoncent avoir avancé sur la mise au point d'un médicament à base d'une molécule (EIDD-2801), un analogue nucléosidique de la cytidine, découverte dans les années 1980. Administré par voie orale en pilule ou intraveineuse il serait, selon eux, « un formidable complément à la campagne de vaccination ». Dans un article publié sur la revue en ligne Nature, les chercheurs de l'Université Emory indiquent que cet antiviral, nommé MK-2282 / EIDD-2081 ou molnupiravir, serait une avancée majeure puisqu'il permettrait aux patients atteints de Covid-19 de devenir non infectieux dans les 24 à 36 heures[351]. Mais cette molécule avait été abandonnée pour ses effets secondaires mutagènes[352],[353]. En outre ce médicament sera coûteux, à 700 $ la pilule, en novembre 2021, et, avant même l'autorisation de mise sur le marché, les États-Unis commandent 1,7 million de doses pour 1,2 milliard de dollars (1,035 milliard d'euros) et la France en a acheté 50 000 doses pour 30 millions d'euros[354].

### Chloroquine et hydroxychloroquine
La pandémie de Covid-19, début 2020, a relancé l’intérêt pour la chloroquine et l'hydroxychloroquine comme antiviraux potentiels à la suite d'études plus anciennes sur le SRAS de 2002 qui indiquaient une possible efficacité in vitro. Antipaludéen très utilisé notamment par l'infectiologue français Didier Raoult, l'hydroxychloroquine a bénéficié d'une large promotion sur les médias sociaux, et les critiques à l'égard de son usage ont été rejetées par une partie de la classe politique française (comme Jean-Luc Mélenchon et Marine Le Pen) et internationale (comme les présidents Donald Trump aux États-Unis et Jair Bolsonaro au Brésil), emballement politique et médiatique jugé néfaste au bon déroulement des essais cliniques,.
Encore discutée au printemps 2020,, l'éventualité de leur efficacité in vivo contre le virus SARS-CoV-2 semblait plutôt devoir être écartée à l'été 2020, avec toutefois un effet bénéfique qui reste à confirmer sur le retour à domicile des cas les moins graves. Médicament essentiel de l'OMS non dépourvu d'effets secondaires potentiellement graves, l'hydroxychloroquine a été indiquée contre la maladie à coronavirus 2019 au début de l'épidémie dans des pays tels que la Corée du Sud puis aux États-Unis, au Brésil, ainsi qu'en Inde et en Afrique (notamment au Maroc et en Algérie), avant d'être abandonnée par l'OMS à la suite des résultats négatifs de l'essai britannique Recovery et d'être officiellement écartée en Corée du Sud au profit du remdésivir et aux États-Unis en juin 2020.

### Stéroïdes, corticostéroïdes
Plusieurs essais thérapeutiques (21 essais comptabilisés début septembre 2020) visent à diminuer la réponse inflammatoire excessive induite par le virus, en utilisant des stéroïdes.
Les premiers résultats de l'essai clinique Recovery (prépublication) ont montré que la dexaméthasone diminuait jusqu'à 35 % le risque de mort des malades mis sous assistance respiratoire mécanique, et de 20 % chez ceux manquant d'oxygène.
Début septembre 2020, une méta-analyse, commandée par l'OMS, est effectuée à partir de sept essais cliniques randomisés menés du 26 février 2020 au 9 juin 2020 dans 12 pays. Ces essais ont utilisé l'hydrocortisone, la dexaméthasone ou la méthylprednisolone. Ils ont conclu que ces corticostéroïdes peuvent limiter la tempête de cytokine et ainsi diminuer la mortalité dans les formes graves et critiques de Covid-19, « indépendamment de l'âge des patients, de leur sexe ou de l'ancienneté de leur maladie ». Sur ces bases, l'OMS a mis à jour ses recommandations. Leur efficacité semble liée à leurs puissants effets anti-inflammatoires. Étant donné leurs effets secondaires (immunodépressifs notamment), ils ne doivent être utilisés que dans les formes graves de COVID-19.
Martin Landray, lors de l’essai Recovery mené à l’université d’Oxford, a observé, qu'utilisé avec des stéroïdes, comme la dexaméthasone, le tocilizumab réduit le risque de décès chez les patients gravement malades de la Covid-19.

### Ivermectine
Le 3 avril 2020, le laboratoire pharmaceutique MedinCell annonce une solution abordable utilisant l'ivermectine, antiparasitaire qui est aussi un acaricide et insecticide, fondée sur les travaux des chercheurs de l'université Monash à Melbourne (Australie). En France, les études qui ont été faites sur ce médicament sont considérées comme non probantes et fondées sur un modèle non pertinent. En outre, les études observationnelles réalisées n'ont pas été concluantes,. Ainsi, fin décembre 2020, près d'une trentaine de publications estiment que l'ivermectine n'a pas prouvé son effet. Une étude publiée par Ahmed Elgazzar de l'Université de Banha en novembre 2020, présentée comme étant un essai randomisé contrôlé et démontrant le bénéfice du traitement, est rétractée en juillet 2021 après la démonstration qu'elle était falsifiée.
L'INSERM et la Société française de Pharmacologie et Thérapeutique rappellent en février 2021 que l'efficacité de l'ivermectine contre le Covid n'est pas scientifiquement démontrée ; une équipe d'experts mandatée par l'OMS conclut en mars 2021, après avoir examiné les résultats de 16 essais contrôlés randomisés, que « les données selon lesquelles l’ivermectine permettrait de réduire la mortalité, la nécessité d’un recours à la ventilation mécanique, la nécessité d’une hospitalisation et la durée avant une amélioration clinique chez les patients COVID-19 sont très peu fiables ».
Pierre Kory, l'un des plus fervents partisans de l'utilisation de l'ivermectine contre le COVID-19, publie en juin 2021, dans la revue American Journal of Therapeutics, une méta-analyse qui avait été préalablement rejetée en mars par la revue Frontiers in Pharmacology pour des problèmes de fiabilité et de conflit d'intérêts ; cette étude discutée, supportant l'utilisation d'ivermectine pour la prévention et le traitement du COVID-19, ne modifie cependant pas le consensus scientifique, qui demeure défavorable à cette indication.
Le 12 juillet 2021, l’institut Pasteur publie dans la revue EMBO Molecular Medicine une étude réalisée sur le hamster montrant que « la prise de ce médicament à des doses standards permet de réduire dans un modèle animal les symptômes et la gravité de l’infection au SARS-CoV-2 », sans pour autant avoir d'impact sur la charge virale.

### Clofoctol
Dès le début de la pandémie, le Centre d'infection et d'immunité de Lille (CIIL) découvre une molécule prometteuse, le clofoctol, en testant sur des cultures de cellules l’activité antivirale de 1 942 molécules de leur chimiothèque. En décembre 2020, l'Institut Pasteur de Lille annonce avoir lui aussi identifié in vitro le clofoctol, « une molécule particulièrement efficace » pour lutter contre le Covid-19. Son efficacité (réduction de la charge virale) sur des souris modifiées génétiquement pour exprimer le récepteur ACE2 humain a aussi été observée. En janvier 2021 l'Institut Pasteur de Lille annonce les essais in vivo sur l'humain,. Divers tracas administratifs retardent les essais de phase III qui, en novembre 2021, n'ont toujours pas réellement commencé. Le 9 décembre 2021, l'Institut Pasteur de Lille annonce un arrêt des recrutements de malades afin de reconfigurer le projet pour l’adapter à l'évolution de la pandémie.

### Nitazoxanide
Le nitazoxanide fait partie des molécules qui présentent une activité antivirale contre le SRAS-CoV-2, selon le criblage à l'Institut Pasteur de Lille dès le début de l'épidémie de Covid-19.
Ses rapports qualité/prix et bénéfices/risques le désigne comme « meilleur que celui des anticorps monoclonaux existants ou en développement ». Son inventeur, le Dr Jean-François Rossignol souligne que ce médicament doit être pris, pour être efficace, « dans les trois premiers jours de l’infection ».
En avril 2021, une étude de phase 3 positive, est conduite aux États-Unis par le laboratoire Romark qui développe la molécule, en l'attente d'une autorisation de mise sur le marché prochaine par la FDA (Food and Drug Administration) :
"le NTZ, donné oralement sous la forme de deux comprimés à libération prolongée (NT-300) par 24 h, pendant 5 jours consécutifs, a réduit, par rapport au placebo, de 79 % le taux d’hospitalisation et de 85 % le taux de progression vers une forme grave, que les patients aient ou non des facteurs de risque associés (comorbidités").

### Ruxolitinib (Jakavi)
Novartis, après un essai clinique ayant testé jusqu'en phase III, ce médicament sur des patients gravement touchés par la COVID-19 a finalement conclu à l'absence d'amélioration des patients.

### Cellules souches
Ces cellules permettraient de contrôler l’inflammation associée au SDRA.
L'essai Stroma-Cov2 engagé début avril par l'AP-HP a pour objet d'évaluer le traitement de patients intubés-ventilés présentant un syndrome respiratoire aigu sévère causé par le SARS-CoV-2, en leur administrant des cellules stromales mésenchymateuses de cordon ombilical, dont les propriétés anti-inflammatoires, anti-fibrotiques et immunomodulatrices sont connues pour agir sur l'inflammation aigüe du tissu pulmonaire à l'origine du SDRA.

### Érythropoïétine (EPO)
Un article publié en décembre 2020 qui passe en revue la littérature spécialisée sur le sujet jusqu'au 14 mai 2020 suggère que l'érythropoïétine (EPO) pourrait améliorer la respiration à plusieurs niveaux, y compris les poumons, le tronc cérébral, la moelle épinière et les muscles respiratoires; contrer l'inflammation excessive causée par la « tempête de cytokines » et pourrait avoir un effet neuroprotecteur et neurorégénératif dans le cerveau et le système nerveux périphérique. Pour ces raisons, les auteurs conseillent d'effectuer un essai clinique randomisé en double aveugle contrôlé par placebo incluant des patients gravement atteints par la Covid-19.

### Sang de vers marins
Une transfusion d'extrait de sang de vers marins (Arenicola marina), dont les capacités de transport d'oxygène sont 40 fois plus développées que l'hémoglobine humaine a été envisagée pour aider les patients lors de la maladie, mais le 9 avril, l'essai clinique mis en place avec l’Assistance publique-Hôpitaux de Paris (AP-HP) est précipitamment interrompu après que le 8 avril, l'Agence du médicament a décidé de le « suspendre en urgence » à la suite des résultats négatifs d'une étude précédente sur des porcs, étude qui ne figurait pas dans le dossier de demande d’autorisation de l’essai clinique ; 100 % des porcs étaient morts dans le cadre de cette expérience,,.

### Colchicine
La colchicine, anti-inflammatoire puissant mais à marge thérapeutique étroite car hautement toxique et mutagène, empêcherait la libération de cytokines lors de l'orage cytokinique de la maladie à coronavirus. Trois essais cliniques sont en cours au Canada, en Italie et en Grèce pour évaluer l’efficacité de cette molécule.
Un article publié en décembre 2020, précise que s'il existe une justification pour étudier la colchicine comme traitement potentiel de la COVID-19 compte tenu du grand nombre de données démontrant les effets inhibiteurs de la colchicine sur l'activité des neutrophiles, la génération de cytokines et l'interface inflammation / thrombose, ainsi que d'un manque général de preuves d'immunosuppression systémique, cette hypothèse reste spéculative tant que des preuves n'ont pas été obtenues à partir d'essais contrôlés par placebo correctement conçus et randomisés.
Une étude canadienne prépubliée en janvier 2021 suggère avec un essai sur 4 488 participants (dont une partie recevait un placebo) que chez les patients non hospitalisés atteints de COVID-19, la colchicine ne réduit pas significativement le taux composite de décès ou d'hospitalisation,.

### Nicotine
L’observation de la population des personnes atteintes du Covid-19 aurait montré que les fumeurs sont sous représentés parmi les malades. Il est suggéré que, parmi tous les produits inhalés par les fumeurs, l'effet protecteur serait dû à la nicotine. La nicotine aurait un effet protecteur contre le virus SARS-CoV-2 en modulant indirectement l'affinité du virus avec le récepteur cellulaire ACE2,, mais aussi en limitant les réactions inflammatoires.[source secondaire nécessaire]
A posteriori, une situation de conflit d'intérêts non déclaré est identifiée concernant au moins deux auteurs, liés indirectement à une société développant des liquides à vapoter nicotiniques. RFI rapporte qu'une étude à base de patch serait lancée à court terme, tout en soulignant qu'à ce jour le tabac provoque 7 millions de morts par an dans le monde, largement plus que la Covid-19. L'OMS souligne également la mortalité induite par le tabagisme, et le fait que les preuves disponibles suggèrent, au contraire, une augmentation de la gravité de la maladie et de la mortalité chez les patients de COVID-19 hospitalisés. Plusieurs médecins soulignent qu'aucun des articles n'a été publié dans une revue scientifique en bonne et due forme, et n'ont fait l'objet d'aucune relecture. Par ailleurs, ces études ont fait la comparaison entre des gens hospitalisés pour COVID-19 par rapport à la population générale interrogée en 2018 par téléphone, ce qui n'est pas comparable.
Le caractère protecteur de la nicotine est donc totalement spéculatif. Ces théories sont cependant, selon Le Monde, largement reprises par « des médias libertariens », ainsi que par des proches de l'industrie du tabac.
Selon une étude britannique, les fumeurs auraient en réalité plus de chance d'être infecté de manière symptomatique, et subiraient des symptômes plus sévères. Ils auraient néanmoins moins de chance d'être porteurs asymptomatiques.

## Évolution de la prise en charge des patients
Les traitements contre cette maladie inconnue ont évolué très vite au cours de l'année 2020. Cette évolution est due aux échanges de pratiques entre équipes, aux résultats des essais cliniques mais aussi aux demandes des patients réagissant aux informations qu'ils recevaient dans les médias :
| Utilisation aux États-Unis | mai  | juin    | évolution                                           |
| -------------------------- | ---- | ------- | --------------------------------------------------- |
| dexaméthasone              |      | 2 %     | croissance modérée malgré des résultats prometteurs |
| hydroxychloroquine         |      | 1 %     | très forte diminution due à des essais décevants    |
| azithromycine              | 50 % | 28 %    |                                                     |
| remdésivir                 | 15 % | 1 à 2 % | Le pic de prescription était en mai.                |